# 玛利亚·若昂·皮雷斯
玛利亚·若昂·亞歷山卓·巴爾博薩·皮雷斯（葡萄牙語：Maria João Alexandre Barbosa Pires，葡萄牙語發音：[mɐˈɾi.ɐ ʒwɐ̃w ˈpiɾɨʃ]；1944年7月23日—），巴西葡裔钢琴家。
皮雷斯出生于葡萄牙里斯本，五岁即登台演出，七岁时就能公开演奏莫扎特钢琴协奏曲。她曾就读里斯本音乐学院，学习作曲、音乐理论和音乐史，后来前往德国慕尼黑、汉诺威等地学习。
皮雷斯1970年在布鲁塞尔举办的贝多芬诞辰二百周年音乐比赛中夺魁，开始蜚声国际，她擅长演绎包括巴赫、贝多芬、舒曼、舒伯特、莫扎特、勃拉姆斯、肖邦等古典和浪漫主义作曲家的作品。
皮雷斯2012年至2016年在比利时滑铁卢举办大师课，并发起项目培养年轻音乐家。
2017年10月，皮雷斯通过经纪人宣布将于2018年停止公开演出，正式退休。

## 獲獎與榮譽
- 高松宮殿下紀念世界文化獎，2024年[3]

## 作品節選

### 商業錄音
- (CD). 20世紀偉大鋼琴家（英语：Great Pianists of the 20th Century） 76. Philips Classics. 1999. 456 928-2.
- Abbado, Claudio.  (CD). Deutsche Grammophon. 437 529-2.
- Abbado, Claudio.  (CD). Deutsche Grammophon. 439 941-2.
- Abbado, Claudio.  (CD). Deutsche Grammophon. 479 0075.

## 軼事
- 1998年5月16日阿姆斯特丹音樂廳的音乐会上，当里卡多·夏伊指挥的皇家音乐厅管弦乐团开始莫扎特的D小調钢琴协奏曲的前奏时，皮雷斯才意识到自己准备了错误的曲目，从慌乱不安中迅速镇定下来的她凭借记忆完成了表演。这段录像在2013年被媒体发掘出来并迅速走红[4]。